# MHC Flevoland
MHC Flevoland is een Nederlandse hockeyclub uit Dronten.
De club werd opgericht op 18 juni 1968 en speelt op Sportpark Educalaan waar ook een tennisvereniging en een atletiekvereniging is gevestigd. Het eerste herenteam komt in het seizoen 2019/20 uit in de Derde klasse van de KNHB, evenals het eerste damesteam. Het eerste meisjes A-team komt in het seizoen 2015/16 uit in de Eerste klasse en het eerste meisjesteam B-team komt uit in de Subtop klasse. Het eerste jongens A-team komt in het seizoen 2015/16 uit in de Eerste klasse en het eerste jongens B-team komt uit in de Derde klasse.
In 2016 heeft MHC Flevoland een nieuw tenue geïntroduceerd. Het tenue bestaat sindsdien uit een turquoise shirt, donkerblauw broekje/rok en donkerblauwe sokken met een turquoise rand.